# Соли диоксигенила
Соли диоксигенила (диоксигенильные соединения) — соли катиона кислорода O2+.

## Получение
Первое соединение этого типа было получено в 1962 году реакцией кислорода с гексафторидом платины:
{\displaystyle {\mathsf {O_{2}+PtF_{6}\rightarrow O_{2}^{+}PtF_{6}^{-}}}}
Обычными способами получения являются реакция диоксидифторида с фторидами элементов или физическое воздействие, активирующее смесь фторида металла, фтора и кислорода (УФ-облучение, электроразряд, давление с нагреванием).

## Строение
Длина связи O-O в катионе (0,1123 нм) меньше, чем у молекулы кислорода. Катион содержит один неспаренный электрон, поэтому все соли парамагнитны. Для стабилизации соли, анион должен быть стабилен и устойчив к окислению. Известны соли с анионами MF6- (где М = Au, Pt, Ru, Rh, Sb, As, P), BF4-, MF62- (где М = Mn, Ni, Pd).

## Физические и химические свойства
При нагревании разлагаются до кислорода, фтора и фторида металла. Являются сильными фторокислителями. С органическими веществами реагируют со взрывом и воспламенением. Могут окислять ксенон при комнатной температуре.
{\displaystyle {\mathsf {O_{2}PtF_{6}+Xe\rightarrow XePtF_{6}+O_{2}\uparrow }}}
Диоксигенилфторид (O2F) со взрывом реагирует с ксеноновой кислотой (H4XeO6):
{\displaystyle {\mathsf {2O_{2}F+H_{4}XeO_{6}\rightarrow XeF_{2}+H_{2}O+4O_{2}\uparrow }}}
Имеет димер O4F2, отличающийся менее выраженными свойствами и меньшей стабильностью